# Клуб 3000 хитов
В Главной лиге бейсбола (МЛБ) в клуб 3000 хитов входят отбивающие, которые за свою карьеру выбили 3000 или более хитов в регулярном чемпионате МЛБ. Первым бейсболистом, покорившим данное достижение, стал Кэп Энсон 18 июля 1897 года, однако точное число его хитов остаётся неизвестным[a]. В 1914 году в клуб вошло сразу два бейсболиста — Нэп Лежуэй и Хонус Вагнер. В 1921 году отметку в 3000 хитов преодолел Тай Кобб, который в 1927 году стал первым в истории игроком МЛБ, выбившим 4000 хитов, а карьеру закончил с результатом в 4191 хит. Он удерживал рекорд МЛБ по этому показателю до 11 сентября 1985 года, когда его достижение превзошёл Пит Роуз, который и является в настоящее время рекордсменом МЛБ (4256). Роберто Клементе выбил 3000-й хит в своём последнем выходе на биту. Из действующих игроков МЛБ в клуб 3000 хитов входят  Адриан Белтре и Альберт Пухольс.
Всего 32 игроков МЛБ вошло в клуб 3000 хитов. Из них 17 были праворукими отбивающими, 13 леворукими и двое отбивали как левой, так и правой рукой, то есть могли стоять с любой стороны от домашней базы. Десять бейсболистов всю свою карьеру провели в одном клубе. Больше всего в клубе представителей «Кливленд Индианс» — трое (Лежуэй, Трис Спикер и Эдди Мюррей). Шесть игроков — Хэнк Аарон, Уилли Мейс, Мюррей, Рафаэль Палмейро, Альберт Пухольс и Родригес также являются членам клуба 500 хоум-ранов. Самый высокий процент реализации выходов на биту у Кобба (36,7 %), а наименьший — у Кела Рипкена младшего (27,6 %). Родригес, Дерек Джитер и Уэйд Боггс 3000-м хитом выбили хоум-ран, Пол Молитор и Итиро Судзуки — трипл, а остальные игроки сделали сингл или дабл.
Попадание в клуб 3000 хитов часто является гарантией включения в Национальный бейсбольный Зал славы. Все члены клуба, соответствующие критериям включения в Зал славы, за исключением Палмейро, были включены туда, причём с 1962 года все, кроме Бьяджо, попали туда уже после первого голосования. Роуз не может быть избран в Зал славы, так как в 1989 году получил пожизненную дисквалификацию. Палмейро же не смог набрать в голосовании 5 % голосов и был исключён из дальнейшего рассмотрения.

## Члены клуба
Статистика приведена на конец сезона 2023 года.
| Игрок                | Фото | Хиты    | Процент реализации | Дата             | Команда                | Сезоны               | Тип 3000 хита | Прим.  |
| -------------------- | ---- | ------- | ------------------ | ---------------- | ---------------------- | -------------------- | ------------- | ------ |
| Пит Роуз             |      | 4256    | 30,3               | 5 мая 1978       | Цинциннати Редс        | 1963—1986            | Сингл         | [ 5 ]  |
| Тай Кобб             |      | 4191[b] | 36,7               | 19 августа 1921  | Детройт Тайгерс        | 1905—1928            | Сингл         | [ 15 ] |
| Хэнк Аарон           |      | 3771    | 30,5               | 17 мая 1970      | Атланта Брэйвз         | 1954—1976            | Сингл         | [ 16 ] |
| Стэн Мьюзиал         |      | 3630    | 33,1               | 13 мая 1958      | Сент-Луис Кардиналс    | 1941—1944, 1946—1963 | Дабл          | [ 17 ] |
| Трис Спикер          |      | 3515[c] | 34,5               | 17 мая 1925      | Кливленд Индианс       | 1907—1928            | Сингл         | [ 18 ] |
| Дерек Джитер         |      | 3465    | 31,0               | 9 июля 2011      | Нью-Йорк Янкис         | 1995—2014            | Хоум-ран      | [ 19 ] |
| Хонус Вагнер         |      | 3430    | 32,9               | 9 июня 1914      | Питтсбург Пайрэтс      | 1897—1917            | Дабл          | [ 20 ] |
| Карл Ястржемский     |      | 3419    | 28,5               | 12 сентября 1979 | Бостон Ред Сокс        | 1961—1983            | Сингл         | [ 21 ] |
| Альберт Пухольс      |      | 3384    | 29,6               | 4 мая 2018       | Лос-Анджелес Энджелс   | 2001—2022            | Сингл         | [ 22 ] |
| Пол Молитор          |      | 3319    | 30,6               | 16 сентября 1996 | Миннесота Твинс        | 1978—1998            | Трипл         | [ 23 ] |
| Эдди Коллинс         |      | 3314    | 33,3               | 3 июня 1925      | Чикаго Уайт Сокс       | 1906—1930            | Сингл         | [ 24 ] |
| Уилли Мейс           |      | 3283    | 30,2               | 18 июля 1970     | Сан-Франциско Джайентс | 1951—1952, 1954—1973 | Сингл         | [ 25 ] |
| Эдди Мюррей          |      | 3255    | 28,7               | 30 июня 1995     | Кливленд Индианс       | 1977—1997            | Сингл         | [ 26 ] |
| Нэп Лежуэй           |      | 3252[d] | 33,9               | 27 сентября 1914 | Кливленд Нэпс          | 1896—1916            | Дабл          | [ 27 ] |
| Кел Рипкен (младший) |      | 3184    | 27,6               | 15 апреля 2000   | Балтимор Ориолс        | 1981—2001            | Сингл         | [ 28 ] |
| Мигель Кабрера       |      | 3174    | 30,7               | 23 апреля 2022   | Детройт Тайгерс        | 2003—2023            | Сингл         | [ 29 ] |
| Адриан Белтре        |      | 3166    | 28,7               | 30 июля 2017     | Техас Рейнджерс        | 1998—2018            | Дабл          | [ 30 ] |
| Джордж Бретт         |      | 3154    | 30,5               | 30 сентября 1992 | Канзас-Сити Роялс      | 1973—1993            | Сингл         | [ 31 ] |
| Пол Вонер            |      | 3152    | 33,3               | 19 июня 1942     | Питтсбург Пайрэтс      | 1926—1945            | Сингл         | [ 32 ] |
| Робин Янт            |      | 3142    | 28,5               | 9 сентября 1992  | Милуоки Брюэрс         | 1974—1993            | Сингл         | [ 33 ] |
| Тони Гвинн           |      | 3141    | 33,8               | 6 августа 1999   | Сан-Диего Падрес       | 1982—2001            | Сингл         | [ 34 ] |
| Алекс Родригес       |      | 3115    | 29,5               | 19 июня 2015     | Нью-Йорк Янкис         | 1994—2013, 2015—2016 | Хоум-ран      | [ 35 ] |
| Дэйв Уинфилд         |      | 3110    | 28,3               | 16 сентября 1993 | Миннесота Твинс        | 1973—1995            | Сингл         | [ 36 ] |
| Итиро Судзуки        |      | 3089    | 31,1               | 7 августа 2016   | Майами Марлинс         | 2001—2019            | Трипл         | [ 37 ] |
| Крейг Бьяджо         |      | 3060    | 28,1               | 28 июня 2007     | Хьюстон Астрос         | 1988—2007            | Сингл         | [ 38 ] |
| Рики Хендерсон       |      | 3055    | 27,9               | 7 октября 2001   | Сан-Диего Падрес       | 1979—2003            | Дабл          | [ 39 ] |
| Род Кэрью            |      | 3053    | 32,8               | 4 августа 1985   | Калифорния Эйнджелс    | 1967—1985            | Сингл         | [ 40 ] |
| Лу Брок              |      | 3023    | 29,3               | 13 августа 1979  | Сент-Луис Кардиналс    | 1961—1979            | Сингл         | [ 41 ] |
| Рафаэль Палмейро     |      | 3020    | 28,8               | 15 июля 2005     | Балтимор Ориолс        | 1986—2005            | Дабл          | [ 42 ] |
| Кэп Энсон            |      | 3011[a] | 33,1               | 18 июля 1897[a]  | Чикаго Кольтс          | 1871—1897            | Сингл         | [ 43 ] |
| Уэйд Боггс           |      | 3010    | 32,8               | 7 августа 1999   | Тампа-Бэй Девил Рейс   | 1982—1999            | Хоум-ран      | [ 44 ] |
| Эл Кэлайн            |      | 3007    | 29,7               | 24 сентября 1974 | Детройт Тайгерс        | 1953—1974            | Дабл          | [ 45 ] |
| Роберто Клементе     |      | 3000    | 31,7               | 30 сентября 1972 | Питтсбург Пайрэтс      | 1955—1972            | Дабл          | [ 46 ] |

## Комментарии
- a Есть две основные причины, почему точное количество хитов Энсона не известно. Во-первых, согласно правилу, существовавшему в сезоне МЛБ 1887 года, уолки засчитывались как хиты[47]. Кроме того, Энсон отыграл пять сезонов в Национальной ассоциации (НА), которую не всегда считают официальной «главной лигой»[47][48]. Согласно сайту MLB.com Энсон выбил 3011 хитов и в это число не входят хиты, которые он выбил в НА, и уолки в 1887 году[49]. Сайт Baseball-Reference приписывает Энсону 3435 хитов, включая в итоговую статистику сезоны в НА, но не включая уолки сезона 1887 года. Кроме того, в базе есть расхождение с сайтом MLB о количестве хитов, выбитых Энсоном в 1894 году[50]. На сайте Зала славы бейсбола указано, что Энсон выбил 3081 хит. В это число включены уолки 1887 года, но не включены хиты в НА[51]. Этой цифры также придерживается официальное статистическое бюро МЛБ Elias Sports Bureau[52]. В списке у Энсона указано число хитов согласно сайту MLB.com.
- b Согласно сайту MLB.com и Залу славы бейсболу Кобб выбил 4191 хит[2][3], однако согласно Baseball-Reference — 4189[15].
- c Согласно сайту MLB.com Спикер выбил 3515 хитов[4], однако согласно Baseball-Reference — 3514[18].
- d Согласно сайту MLB.com Лежуэй выбил 3252 хита[53]. Однако на сайте Baseball-Reference и на странице со списком членов клуба 3000 хитов на MLB.com указано 3243 и 3242 хитов соответственно[4][27].